# Andorinhão-arborícola-d'asa-longa
Andorinhão-arborícola-d'asa-longa ou andorinhão-arborícola-esverdeado (Hemiprocne longipennis) é uma espécie de ave da família Hemiprocnidae.
Pode ser encontrada nos seguintes países: Brunei, Indonésia, Malásia, Myanmar, Filipinas, Singapura e Tailândia.
Os seus habitats naturais são: florestas subtropicais ou tropicais húmidas de baixa altitude, florestas de mangal tropicais ou subtropicais e regiões subtropicais ou tropicais húmidas de alta altitude.